# Tauro (cónsul 361)
Flavio Tauro (fl. 355-361) fue un político y militar del Imperio Romano.

## Familia
Su padre era de orígenes humildes. Tauro tuvo tres hijos, Armonio, fallecido alrededor de 391, Eutiquiano, Prefecto del pretorio de Oriente y cónsul en 398 y Aureliano, prefecto del pretorio de Oriente y cónsul en 400.

## Carrera política
Tauro fue prefecto del pretorio de Italia y África, así como Patricio, de 355 a 361 y cónsul en 361. En el año de su consulado, el César Juliano, estacionado en Galia, fue proclamado Augusto por las tropas y se trasladó con el ejército contra el Augusto Constancio II, que estaba en Oriente. Cuando las noticias de que Juliano había cruzado los Alpes llegaron a Roma, los cónsules Tauro y Florencio, que apoyaron a Constancio, abandonaron la ciudad; luego Juliano los señaló en documentos como cónsules fugitivos. Tauro fue condenado más tarde por este suceso en el juicio que se celebró en Calcedonia en 361 y enviado al exilio a Vercelli.